# Ярошевський Станіслав Львович
Ярошевський Станіслав Львович (1931) — український інженер-металург, професор кафедри рудотермічних процесів та маловідходних технологій Донецького національного технічного університету, викладач вищої школи, доктор технічних наук, професор, академік Академії інженерних наук України.
Науковий напрямок — використання додаткових видів палива та комбінованого дуття у доменній плавці. Автор проданої ліцензії (Австрія): «Технологія вдування кам'яновугільного палива у доменній печі».

## Нагороди, відзнаки
- Лауреат Державної премії СРСР.
- Державна премія України в галузі науки і техніки 2012 року — за роботу «Ресурсозберігаючі технології металургійного виробництва на основі використання українського вугілля» (у складі колективу)[1]